# シュガー・レイ・ロビンソン
シュガー・レイ・ロビンソン（Sugar Ray Robinson、1921年5月3日 - 1989年4月12日）は、アメリカ合衆国の男性プロボクサー。本名はウォーカー・スミス・ジュニア。ジョージア州エイリー出身。元世界ミドル級および世界ウェルター級王者。
多くの評論家やファンが、全階級を通じて史上最高のボクサーと認める「オールタイム・パウンド・フォー・パウンド」。日本のボクシング批評においては「拳聖」と称される。
1940年代半ばにおいて、すでに現代のボクシング技術と比しても遜色のない、リズミカルなフットワークやダブル・トリプルコンビネーションなどを当然のように駆使した技術的先進性。モハメド・アリやシュガー・レイ・レナードの先駆けともいえる華やかなボクシングスタイルとスター性。そして同時代を生きた強豪とことごとくグローブを交え、そのほとんどを打ち破り、歴史に残る数々の名勝負、芸術的ノックアウトシーンを実現した圧倒的実力。いずれをとっても史上屈指の万能な存在であり、後世の名選手達に多大な影響を与えた。
ミドル級において成し遂げた同一階級での世界王座5度獲得は、階級や統括団体が増加した21世紀のボクシング界においても並ぶ者がない大記録である。
このことからミドル級の歴代最強の一人ともいわれている。

## 来歴
1921年5月3日、米国ジョージア州エイリーの貧しい農家の息子に生まれ、ミシガン州デトロイトに移住した。しかし12歳の時に両親が離婚したため、母、姉と共にニューヨークのハーレム、ヘルズ・キッチンに移住した。少年時代はストリートギャングに関わり頻繁に喧嘩をしていた。13歳の時に、警察署のジムでボクシングを本格的に始めるが、当初はバスケットボールなどと並行して競技を楽しんでいた。しかし15歳の時に高校を中退しボクシングに専念するようになった。

### シュガー・レイ・ロビンソン
15歳の時に、アマの試合の出場資格申請の際、まず全米体育協会会員証を取得する必要があると知るが、18歳の年齢制限があったため、年上の友人レイ・ロビンソンの全米体育協会会員証を借りて試合に出場した。その後、観戦していた記者の「なんとスウィート（素晴らしい、華麗な、というほどの意味）なボクサーだ」と感嘆する声に、トレーナーのジョージ・ゲインフォードが「シュガーのようにスウィートだよ」と答えたという。
かくして誕生した「シュガー・レイ・ロビンソン」は、その後アマチュアボクシングで、1939年にフェザー級、1940年にはライト級でゴールデン・グローブを獲得した。正確なアマチュア戦績は不明で、85戦85勝、69KO勝ち、そのうち初回KOは40を数えたとされているが、少なくとも2敗していることが確認されている。

### プロデビュー、ウェルター級時代
1940年10月4日、19歳で米国ニューヨーク、マディソン・スクエア・ガーデンにおけるライト級4回戦にて、ジョー・エチェベリアを2回TKOに下しプロデビュー。
ロビンソンが11歳の頃に、17歳のジョー・ルイスが同じブロックに住んでいたことがあったが、ロビンソンはプロデビューした頃、世界ヘビー級チャンピオンとなったジョー・ルイスのトレーニング・キャンプに参加していた時期がある。ルイスを育てた名伯楽ジャック・ブラックバーンは毎日、夕刻になるとロビンソンをキャンプ場近くの湖に連れ出し、ボートを漕がせては釣りに興じた。不平を漏らす若きロビンソンに、ルイスは「本当に釣りがしたけりゃ大西洋にでも行くさ。あれは君の腕を鍛えるためだ。ボート漕ぎは腕力をつけるのに一番だからな」と知らせたという。それ以降ロビンソンは進んでボート漕ぎに励み、腕力強化に努めた。
1941年7月21日、後の世界ライト級チャンピオン、サミー・アンゴットに10回判定勝ち。
1941年9月25日、後の世界ウェルター級チャンピオン、マーティ・サーボに10回判定勝ち。
1941年10月31日、元世界ウェルター級チャンピオンのフリッツィー・ジビックに10回判定勝ち。
1942年7月31日、世界ライト級王座に就いていたサミー・アンゴットとノンタイトル戦で2度目の対戦、10回判定勝ち。
1942年10月2日、宿敵ジェイク・ラモッタと最初の対戦、10回判定勝ち。 
この年、リングマガジン ファイター・オブ・ザ・イヤーに選出された。デビュー3年目の選手としては異例の選出だが、ロビンソンの快進撃がいかに目覚ましかったかの証左であろう。
1943年2月6日、デトロイトのオリンピア・スタジアムでジェイク・ラモッタと2度目の対戦。10回判定負けでプロ初黒星を喫した。デビュー以来の連勝は40でストップした。
1943年2月26日、わずか三週間後、ラモッタと3度目の対戦。10回判定勝ち。
1943年2月27日、アメリカ陸軍に入隊。軍隊では再びウォーカー・スミスと呼ばれるようになる。この時、基地を回りジョー・ルイスとエキシビジョンマッチを行ったが、黒人兵が差別から観戦を許可されず、ロビンソンが抗議をする事もあった。
1943年8月2日、三階級同時制覇のヘンリー・アームストロングに10回判定勝ち。
1944年3月29日、ハミルトン駐屯地に駐留し、エキシビションマッチを行うためヨーロッパに派遣されるのを待機していたが、突然ロビンソンが兵舎から姿を消し、4月1日に道ばたで発見され病院に運ばれる事件が起きる。病院で4月5日に目を覚ましたロビンソンは駐屯地の兵舎の階段から足を踏み外したこと以外、5日間の記憶を完全に失っていると話した。このことで精神遅滞と診断されたロビンソンは6月3日に名誉除隊扱いとなるが、不可解な事件に兵役逃れの演技と書く新聞もあった。
1945年2月23日、ジェイク・ラモッタと4度目の対戦、10回判定勝ち。
1945年9月26日、ジェイク・ラモッタと5度目の対戦、12回判定勝ち。
ロビンソンはデビューからジェイク・ラモッタに初黒星を喫するまで、後の世界王者アンゴット、サーボ、ラモッタ、元王者ジビックを破るなど40連勝。またラモッタへの雪辱を重ね、元三冠王アームストロング戦にも勝利するなど、再び破竹の快進撃を続けたが、当時ボクシング業界を牛耳っていたマフィアと協力するのを拒否したことで世界挑戦まで5年、実に75戦73勝（49KO）1敗1分の戦績を要した。この時期のロビンソンの強さは圧倒的で、同時代の中量級における世界的選手ほぼ全員と対戦し、勝利したが、数少ない例外としては、フランスの英雄マルセル・セルダン、人気者チャック・デイビー、無冠の帝王と呼ばれたチャーリー・バーリー、鋼鉄の男トニー・ゼールがいる。
1946年12月20日、マーティ・サーボが返上して空位となったニューヨーク州アスレチックコミッション認定及びNBA（全米ボクシング協会＝後のWBA）認定世界ウェルター級王座決定戦で、トミー・ベルに15回判定勝ち、新チャンピオンとなった。
1947年6月24日、ジミー・ドイルに8回TKO勝ち、初防衛に成功。試合後ドイルが死亡するリング禍が起こった。12月19日、チャック・テイラーに6回TKO勝ち、2度目の防衛。
1948年9月23日、後の世界ウェルター級チャンピオン、キッド・ギャビランにノンタイトル10回戦で判定勝ち。ギャビランの健闘が評価された熱戦。両者は翌年、タイトルを賭けて再戦する。6月28日、バーナード・ドクセンに15回判定勝ち、3度目の防衛。ロビンソンは1948年に5試合をこなすが防衛戦を行ったのはこの1試合だけであった。
1949年7月11日、キッド・ギャビランとの再戦に15回判定勝ち、4度目の防衛。1949年も13試合をこなすが防衛戦はこの1試合だけであった。
1950年6月5日、世界ウェルター級王座を保持したまま、ペンシルベニア州認定ミドル級王座決定戦に出場。ロバート・ビレメインに15回判定勝ち、王座獲得。
1950年8月9日、チャーリー・フサリに15回判定勝ち、5度目の防衛。1950年も19試合をこなすが防衛戦はこの1試合だけであった。

### ミドル級時代、ラモッタとの最後の死闘
1950年8月25日、5年前に引き分けたホセ・バソラに1回KO勝ちをおさめペンシルベニア州認定王座を初防衛。
1950年10月26日、後の世界ミドル級チャンピオン、カール・ボボ・オルソンと最初の対戦。12回KO勝ちでペンシルベニア州認定王座を2度目の防衛。
1950年から51年にかけて、ロビンソンは13人の取り巻きを引き連れて欧州各国を遠征、取り巻きの中には、ただ笑う役のためだけの取り巻きもいた。フランス、ベルギー、スイス、ドイツ、イタリア、イギリスで試合を行った。
1951年2月14日、シカゴにて、宿敵ジェイク・ラモッタが保持する世界ミドル級王座に挑戦。13回TKO勝ちで王座獲得。二階級制覇を達成した。ロビンソン対ラモッタ、実に6度目にして最後の対戦は、映画「レイジング・ブル」にも描かれたとおりの壮絶な死闘となり、試合の日時と場所から、1929年に起こったギャングの抗争事件になぞらえて「聖バレンタインデーの虐殺」と呼ばれた。
1951年6月26日、ドイツ・ベルリンにて、ゲルハルト・ヘクトと対戦、2回に反則のキドニー・ブローでKOしたため一度は失格負けの判定が下されるが、後にノーコンテストに変更された。
1951年7月10日、英国ロンドンで、欧州ミドル級チャンピオンのランディ・ターピンと対戦、15回判定負けで世界ミドル級王座を失う。
1951年9月12日、ニューヨークのポロ・グラウンズに6万人の観衆を集めて行われたダイレクトリマッチで、ランディ・ターピンに10回TKO勝ち、世界ミドル級王座奪回。同王座2度目の獲得。
この年、1942年以来2度目のリングマガジン ファイター・オブ・ザ・イヤーに選出された。ラモッタ戦の死闘、ターピンからの王座奪回と、ロビンソンの劇的なキャリアがひとつのピークを迎えた一年であった。
1952年3月13日、カール・ボボ・オルソンと2度目の対戦に15回判定勝ち、王座防衛に成功。
1952年4月16日、映画「傷だらけの栄光」で有名な、元世界ミドル級チャンピオンのロッキー・グラジアノに3回KO勝ち、2度目の防衛成功。この試合後、ロビンソンは三階級制覇を目指し、ミドル級王座を返上すると表明。

### 三階級制覇失敗、引退表明
1952年6月25日、世界ライトヘビー級チャンピオンのジョーイ・マキシムに挑戦、13回TKO負けで王座奪取ならず。ヤンキー・スタジアムで行われたこの一戦、ロビンソンは体格のハンデをものともせず、優勢に試合を進めたが、高温（39度）の気象のため徐々に体力を消耗。10回に高温に耐え切れなくなったレフェリーが交代するハプニングが発生。13回終了後、ロビンソンは熱中症のためコーナーから立ち上がれなかった。ロビンソンはこの試合後、引退を表明した。
引退後は、歌手やタップダンサーとして活動し、ショービジネス業を始めるが、パフォーマーとしては才能が開花せず、ショービジネスにも失敗し、1954年にボクシング復帰へ向けたトレーニングを開始する。ロビンソンは自伝でこの時のことを、毎朝5マイル（約8キロ）走り、毎晩5時間踊るなど、ダンサーになるためのトレーニングは、ボクシングで行ったどんなトレーニングよりも厳しかったと述べている。

### 現役復帰、伝説の王者へ
1955年1月5日、ジョー・リンドンを6回KOで下し再起。33歳のロビンソン、約2年半ぶりの試合だった。
1955年1月19日、ラルフ・タイガー・ジョーンズに10回判定負け。再起2戦目にして、プロ4度目の敗北を喫した。この敗戦をきっかけに、ロビンソン限界説も一部で語られるが、ジョーンズ戦以降4連勝で世界挑戦へ前進する。
1955年7月22日、ロッキー・カステラーニに10回判定勝ちするが、6回にはダウンを喫するなど大苦戦。2-1でロビンソンを勝者とする判定が発表されると、サンフランシスコのカウ・パレスには歓声と抗議の声が交錯した。
1955年12月9日、過去に2度対戦（2勝）したカール・ボボ・オルソンの保持する世界ミドル級王座に挑戦。不利の予想を覆す2回KO勝ちで、34歳にして通算3度目の王座獲得を果たした。
1956年5月16日、リグレー・フィールドでカール・ボボ・オルソンとダイレクトリマッチで4度目の対戦。4回KO勝ちで世界ミドル級王座防衛。
1957年1月2日、ジーン・フルマーに15回0-3の判定負け、世界ミドル級王座を失った。
1957年5月1日、ジーン・フルマーとのダイレクト・リマッチに5回KO勝ち。通算4度目の世界ミドル級王座を獲得。5回に王者フルマーを左フックでキャンバスに沈めた。
1957年9月23日、ヤンキー・スタジアムにて38,000人の観衆を動員し、元世界ウェルター級チャンピオンのカーメン・バシリオに15回1-2の判定負け、世界ミドル級王座を失う。この一戦は、リングマガジン ファイト・オブ・ザ・イヤーに選出された。ちなみにロビンソンは1年の間に2度、世界ミドル級王座から転落したことになる。これも珍しい記録ではある。
1958年3月25日、ダイレクトリマッチでカーメン・バシリオに15回2-1の判定勝ち、世界ミドル級王座奪回、実に通算5度目の王座獲得を成し遂げた。なお、この一戦は前年の初戦と同じく、リングマガジン ファイト・オブ・ザ・イヤーに選出された。

### 王座転落〜黄昏の時代「一杯のコーヒー」発言
1959年8月、防衛戦を行わないことを理由に、NBAから世界ミドル級王座を剥奪され、ロビンソンはニューヨーク州アスレチックコミッション認定の世界ミドル級王座のみを保持することとなった。空位の世界ミドル級王座には、8月29日に行われた王座決定戦で、カーメン・バシリオを14回KOで下したジーン・フルマーが就いた。
1960年1月22日、ボストン・ガーデンに10,608人の観衆を動員して、ポール・ペンダーと対戦し15回1-2の判定負け、ニューヨーク州アスレチックコミッション認定世界ミドル級王座を失う。
1960年6月10日、ポール・ペンダーとの再戦、またも15回1-2の判定負け。ニューヨーク州アスレチックコミッション認定世界ミドル級王座奪回ならず。これまで数々の強敵に雪辱を果たしたり、返り討ちにしてきたロビンソンだが、実にプロ152戦目にして、生涯初の「返り討ち」に遭った。
1960年12月3日、ジーン・フルマーの持つNBA認定世界ミドル級王座挑戦、15回引き分け。通算6度目の王座奪取に失敗した。
1961年3月4日、ジーン・フルマーにダイレクトリマッチで再挑戦、15回0-3の判定負け、またも王座奪取に失敗。ロビンソン対フルマーの対戦成績は、フルマーの4戦2勝1敗1分に終わる。そしてこの一戦が、ロビンソン生涯最後の世界タイトルマッチとなった。
フルマーとの4度目の対戦以降、ロビンソンは40歳を超えてなお、リングに上がり続けた。全盛期の派手な散財、事業投資の失敗などが祟り、リングに上がるしか稼ぐ方法がなかったという。さすがにその実力も衰え、往年の彼なら簡単に倒していたような相手に敗れることもしばしばであった。しかし彼は、もう引退すべきだという評論家の声に対し「彼らは私に一杯のコーヒーも奢ってくれたことはない。私は自分の生活のために闘うのだ。彼らの思い出のためにでなく」と反論した。過去の栄光の記憶を至上とする傍観者と、現実の生活のために闘う名ボクサー、という典型的な構図を象徴するセリフである。
1961年10月21日、後の世界ジュニアミドル級チャンピオン、デニー・モイヤーに10回3-0の判定勝ち。
1962年2月17日、デニー・モイヤーとの再戦に10回0-3の判定負け。
1962年7月9日、フィル・モイヤーに10回1-2の判定負け。
1962年9月25日、イギリスで元世界ミドル級チャンピオン、テリー・ダウンズに10回判定負け。
1963年6月24日、ジョーイ・ジャーデロに10回判定負け。

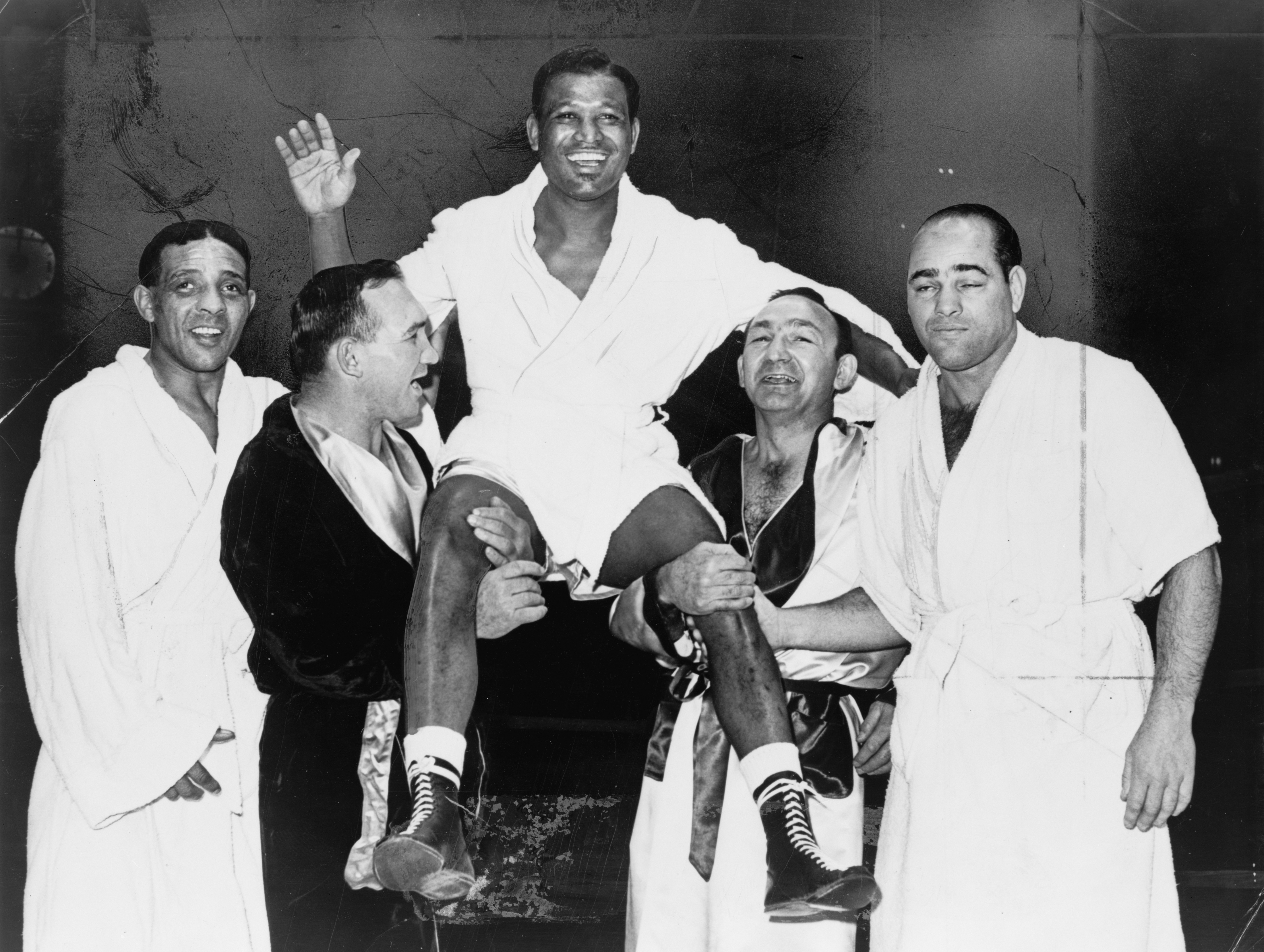
1965年、マディソン・スクエア・ガーデンで行われた引退セレモニーにて

### ラストファイト、引退
1965年11月10日、44歳の時にシビック・アリーナに9,023人の観衆を動員して、世界ミドル級1位のジョーイ・アーチャーと対戦。この時点で44勝1敗の成績を持つアーチャーだったが、これまでのキャリアで1度しかダウンを奪ったことが無いほどパンチ力の無い選手であった、しかしロビンソンは7回に右クロスを浴びてダウンを喫してしまい、10回判定負け。これがロビンソンのラストファイトとなった。
1965年12月10日、数々の名勝負を残したマディソン・スクエア・ガーデンで、ロビンソンは引退式を行った。純白のガウンで登場し、カール・ボボ・オルソン、ジーン・フルマー、カーメン・バシリオ、ランディ・ターピンなどのかつての宿敵も出席した。

### 引退後
ロビンソンは自伝に、現役時代に稼いだ金を引退時の1965年までに既に使い果たして破産しており、マンハッタンの小さな自宅アパートには、引退式でもらった大き目のトロフィーを支えられる強度を持つ家具さえなかったことで、トロフィーを床に置かざるを得なかったと記している。
1967年、国際ボクシング名誉の殿堂博物館の殿堂入りを果たす。
晩年は糖尿病とパンチのダメージからアルツハイマー病を発症。
1989年4月12日にロサンゼルスで67歳で死亡、イングルウッドの共同墓地に埋葬された。

## 個人生活
1938年に16歳の時にマージョリー・ジョセフと結婚するが同年に結婚破棄となる。翌年に息子が誕生。1944年にダンサーのエドナ・メイ・ホリーと2度目の結婚、1949年に息子が生まれるが、1962年に離婚している。1965年にミリー・ウィギンズ・ブルースと3度目の結婚。